# Петра Меде
Петра Марія Меде (швед. Petra Maria Mede; нар. 7 березня 1970, Стокгольм, лен Стокгольм, Швеція) — шведська комікеса, ведуча, акторка і танцюристка. Відома ролями в розважальних шоу та як ведуча конкурсів Євробачення (2013, 2016, 2024) і Melodifestivalen, церемонії QX-gala, кінопремії Золотий жук, а також власного шоу Petra Mede Show.

## Ранні роки
Петра Меде народилася у столиці Швеції, Стокгольмі в родині Класа та Улли Меде. Має старшу сестру Анну Меде Агелінг. Дитинство провела у Партілле, поблизу Гетеборга.
Починала свій шлях у дитинстві як балерина й навчалася в балетній академії, перш ніж у 18 років стати професійною танцюристкою. Проте у 20 років травмувала спину й була змушена покинути кар'єру балерини. Після цього Петра Меде працювала гідом у Стокгольмі й на цій роботі «змушувала людей сміятися». Також спробувала себе як бек-вокалістка, зокрема у Селін Діон, перш ніж та стала всесвітньо відомою. Меде також має ступінь з французької філософії.

## Кар'єра

### Комедійна та акторська кар'єра
У березні 2005 року Петра Меде потрапила у світ комедії та вперше привернула до себе увагу завдяки успіху в конкурсі гумору Bungy Comedy, у якому брала участь разом зі своєю найкращою подругою Мадде, яка раніше казала Петрі, що та смішна. Наступного року Петра вперше з'явилася в одному з епізодів шведської телепрограми «Extra! Extra!», де дві команди, що складалися з двох коміків та знаменитості, змагалися у відповідях на запитання. 2007 року вона брала участь уже у п'ятьох епізодах, а 2008 року — ще в одному. Також у 2007 році знімалася в телешоу «Stockholm Live» і «Babben & Co» й того ж року здобула нагороду як найкраща нова акторка. У період 2007—2021 років з перервами брала участь у сатиричному панельному ігровому шоу «Parlamentet», яке пародіює шведські політичні дебати.
2008 року була присутня в «Morgonsoffan», сатерично-комедійному вигаданому ранковому шоу, що складалося з двох сезонів, де Петра Меде була в ролі ведучої. Того ж року разом з Анною Марією Гранат, своєю колегою-ведучою, написала пародійну книгу «Mer självkänsla än du kan hantera!» (укр. «Більше самооцінки, ніж ти можеш витримати!»), що розглядає такі теми, як здоров'я, секс і краса. У 2008—2009 роках також грала в ситкомі «Hjälp!».
У 2009-му Петру Меде визнали найкращою комікесою року у Швеції. Згодом почуття гумору спонукало Петру створити власне шоу — Petra Mede Show, що вийшло 2010 року на TV3. Того ж року вона була присутня в мінісеріалі «Välkommen åter» про буденність життя торгового центру, де зіграла дві різні ролі, а 2012 року з'явилася в комедійному телесеріалі-скетчі «Högklackat», який іронізував іронізує над кліше та стереотипами про жінок. Наступного року також знялася у двох епізодах шоу «Allt faller» про життя коміків.
2014 року Петра Меде дебютувала як акторка кінематографу, коли зіграла роль Єви в трагікомедії «Medicinen», сюжет якої обертається навколо людей у великому журналі, а героїня Петри відіграє важливу роль у розвитку головної героїні фільму. Потім у 2015—2018 роках знімалася в комедійному серіалі жахів «Familjen Rysberg», що розповідає про родину вампірів, яка переїхала з Трансильванії до Швеції і зіткнулася з культурними перешкодами між своїм старим життям і звичайним життям у шведському передмісті.
У 2017—2021 знімалася протягом трьох сезонів у драматичному серіалі «Bonusfamiljen», що досліджує складнощі стосунків у сучасному сімейному житті у Швеції. Коли розпочалися зйомки четвертого сезону, Меде була змушена відмовитися від подальшої участі в серіалі через те, що захворіла на COVID-19. 2021 року також з'явилася у двох епізодах серіалу «Bert» та в головній ролі в історичній розважальній програмі, присвяченій коханню, — «Min historiske pojkvän», де Петра Меде вирушає у подорож у часі, щоб знайти свою кохану людину.

### Ведуча Melodifestivalen, Євробачення та інших програм

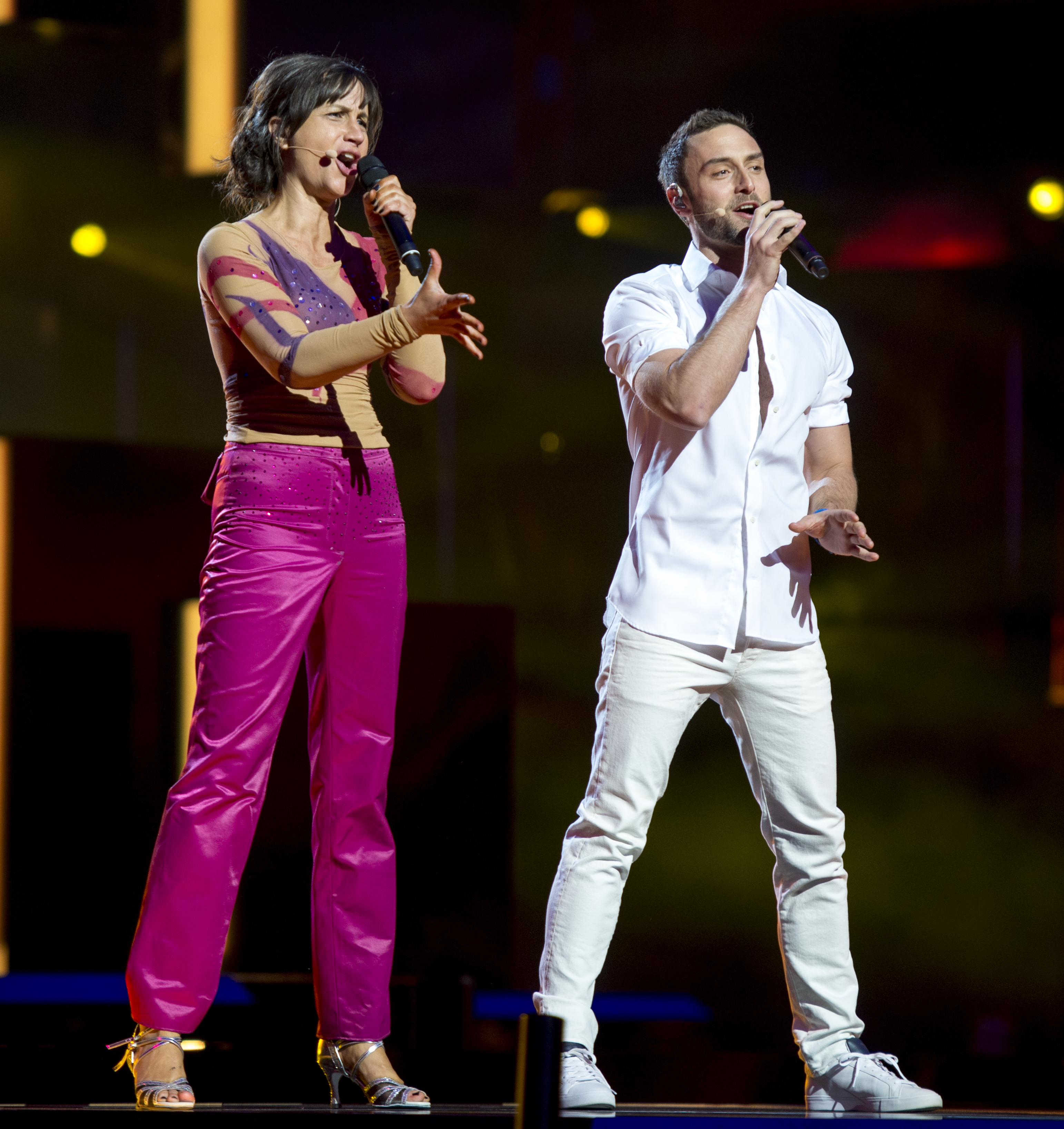
Петра Меде і Монс Сельмерлев на Євробаченні 2016

2008 року Петра Меде вперше з'явилася на Melodifestivalen, де обирається представник Швеції для Євробачення, — була у складі журі та присуджувала бали. Наступного року стала ведучою Melodifestivalen 2009.
Після перемоги співачки Лорін з піснею «Euphoria» на Пісенному конкурсі Євробаченні 2012, Меде була ведучою, а також взяла участь в одному з інтервал-актів на конкурсі 2013 року, що відбувся в Мальме. Вона стала першою сольною ведучою Євробачення за майже 20 років (після Мері Кеннеді у 1995 році) та першою сольною ведучою конкурсу у півфіналах; лише у фіналі Меде супроводжував Ерік Сааде як ведучий у грін-рум.

Через три роки Петра Меде була ведучою у першому півфіналі Melodifestivalen 2016, а також разом з Монсом Сельмерлевом вела Пісенний конкурс Євробачення 2016, що відбувся у Стокгольмі після перемоги Монса на попередньому конкурсі з піснею «Heroes». Пісенні виступи Петри і Монса — особливо пісня «Love, Love, Peace, Peace» — викликали захоплення публіки. Згодом поціновувачі конкурсу визнали їхній дует улюбленими ведучими 2010—2016 років. Роком раніше, у 2015-му, Меде разом із ірландським коментатором від BBC Гремом Нортоном також була ведучою концерту Eurovision’s Greatest Hits, що відбувся в Лондоні, транслювався у 27 країнах і був присвячений 60-річчю Євробачення.

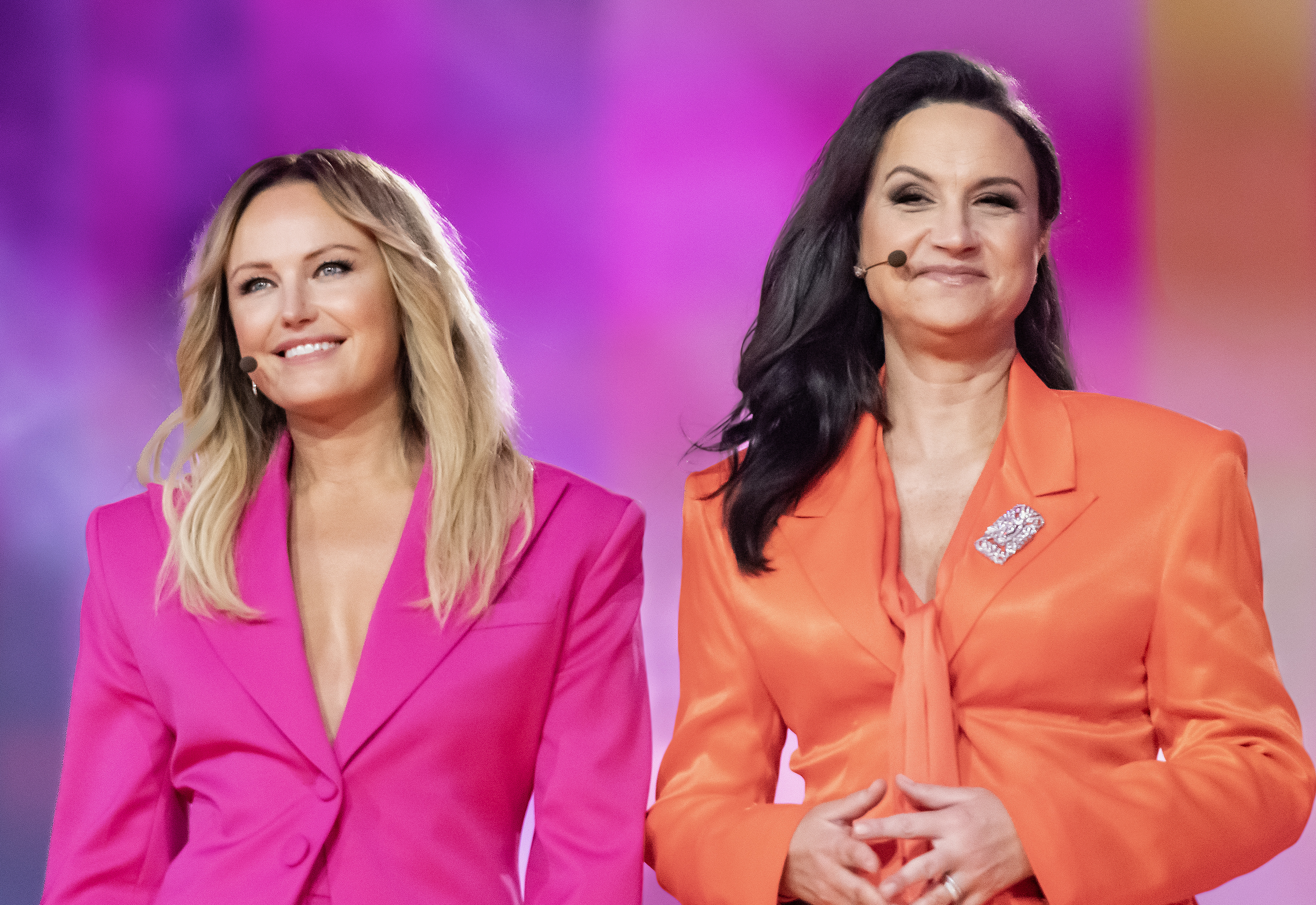
Малін Акерман і Петра Меде на Євробаченні 2024

Після того, як Лорін вдруге перемогла на Євробаченні, цього разу з піснею «Tattoo», Петра Меде стала ведучою Пісенного конкурсу Євробачення 2024 у Мальме разом з акторкою Малін Акерман. Меде та Акерман стали першим жіночим дуетом ведучих в історії Євробачення. Сама ж Петра є однією з небагатьох, хто вів конкурс більше одного разу. Вона поступається лише британці Кеті Бойл, яка вела конкурс чотири рази, тоді як Меде — тричі.
Наступного року Петра Меде виступила в інтервал-акті Melodifestivalen 2025, а згодом стала і спеціальною гостею в інтервал-акті Пісенного конкурсу Євробачення 2025, що відбувся на Санкт-Якобсгалле в Базелі, Швейцарія. Окрім цього, вона також уперше була коментаторкою Євробачення — приєдналася в цій ролі у фіналі до Едварда аф Сілена.

## Особисте життя
Петра Меде, окрім шведської, вільно володіє англійською, іспанською і французькою мовами.
Живе в районі Бромма в Стокгольмі. Має двох дітей. Першу доньку, Аделіне, народила 2012 року в стосунках з партнером Маттіасом Гюнтером, з яким 2015 року розійшлася. Другу доньку народила 2022 року.